# Spider-Man (seriál, 1994)
Spider-Man, nebo také Spiderman, je americký animovaný televizní seriál založený na komiksech o Spider-Manovi. Seriál vysílala stanice Fox Kids od 19. listopadu 1994 do 31. ledna 1998. Producentem a tvůrcem seriálu byl John Semper a produkční společností Marvel Films Animation.

## Obsazení
- Christopher Daniel Barnes – Peter Parker / Spider-Man
- Edward Asner – J. Jonah Jameson
- Sara Ballantine – Mary Jane Watson
- Roscoe Lee Browne – Wilson Fisk / Kingpin
- Linda Gary / Julie Bennett – tetčika May Parker
- Jennifer Hale – Felicia Hardy / Black Cat
- Gary Imhoff – Harry Osborn / Green Goblin II
- Rodney Saulsberry – Joseph "Robbie" Robertson